# Juan Ramón Calabuig Rodrigo
Juan Ramón Calabuig Rodrigo   (Cieza, 19 de setembre de 1955 - Marxuquera, 9 de gener de 2025) va ser un poeta valencià.
Va nàixer a Villayuso de Cieza i es va criar a Ròtova (Safor) on el seu pare exercia de mestre. Va estudiar magisteri a Terol i es va llicenciar en Filologia Hispànica a la Universitat de Barcelona. Va treballat com a mestre i tècnic del Servei de Formació del Professorat de la Conselleria d'Educació de la Generalitat Valenciana Estava jubilat, afectat de l'esclerosi lateral amiotròfica (ELA) i vivia a Marxuquera (Gandia).

## Obra poètica
Ramon va publicar dos llibres de poemes: EntretELA (2020) i SanguijuELA (2022).
El primer poemari, EntretELA recull els poemes escrits en català i en castellà entre 1978 i 2020. Els seus versos son testimoni de la seua vida personal i social. Els darrers anys es troben marcats pel diagnòstic de l'esclerosi lateral amiotròfica. Parla de la búsqueda, de la resistència i de la voluntat de no ser un malalt sinó d'una persona que conviu amb la malaltia.
A SanguijuELA també recull poemes escrits en català i en castellà, ara agrupats al voltant dels quatre elements de la natura: la terra (la part material la realitat que ens envolta), l’aigua (la vitalitat, el sentiment, l’emoció), l’aire (la llibertat, el somni, la necessitat de socialitzar) i el foc (la passió, la voluntat, la saviesa). Malgrat que l'ELA és present cada vegada de manera més insistent en la seua vida, Ramon no tracta de sobreviure, sinó de viure en plenitud. Des de la seua dura experiència interior, brolla un nou vitalisme i ens acosta a la natura, a paisatges íntims i també al terreny de la transformació social. Escriure poemes esdevé per ell la millor manera de comunicar i de crear un món on els sentiments i les vivències són la matèria fonamental per enfrontar-se a la vida.